# Purgatori cant segon
El segon cant del Purgatori de Dante Alighieri té lloc a la platja al peu de la muntanya del Purgatori, on arriben les ànimes per començar la seva expiació. Dante reconeix un amic i col·laborador seu, Casella, que canta una cançó de Dante fins al moment en què apareix de nou Cató que renya a les ànimes i a Dante per entretenir-se en lloc d’anar a purificar-se. Som a la matinada del 10 d'abril de 1300 (Diumenge de Pasqua), o segons altres comentaristes del 27 de març de 1300.

## Anàlisi del cant

### L'alba a l'hemisferi sud - vv.1-12
Dante ens conta que són les sis del matí, descrivint l'alba de l'hemisferi sud que ell no ha vist ni veurà mai. El poeta utilitza múltiples detalls astronòmics de la geografia de Ptolemeu: "El sol ja havia arribat a l'horitzó / el meridià del qual al punt més alt, / passa per sobre de Jerusalem / i la nit en sentit contrari, eixia / del Ganges…" Dante sobre la base d'Ezequiel, col·loca Jerusalem al centre de les terres emergides per sobre de l'aigua, que se situen totes al nord de l'Equador, és a dir en l'hemisferi boreal. El purgatori que es troba als antípodes de Jerusalem, estarà localitzat en l'hemisferi austral, que està completament cobert d'aigua. Les terres que apareixen dibuixades en el mapa i que representen les terres conegudes comprenen una longitud entre Cadis (o millor les illes atlàntiques que estan davant de Cadis; les Canàries?) i la desembocadura del riu Ganges i suposa que això és un angle en l'esfera terrestre de 180°; si comprovem les dades veiem que l'error és pràcticament 90° que és la distància en l'esfera entre aquests dos llocs, però paradoxalment Jerusalem, sí que està al centre d'aquest arc. En aquell temps ningú excepte Ulisses, segons Dante (Cant vint-i-sisè de l'Infern), s'havia aventurat per mar fins a l'hemisferi sud que està tot cobert per les aigües (Cant trenta-quatrè de l'Infern), excepte la muntanya del Purgatori. Un altre dels encerts o enigmes de Dante es presenta quan mirem el nostre mapa mundi i veiem que l'antípoda exacta de Jerusalem és l'illa de Mataura a la Polinèsia francesa (a 700 km del tristament famós atol de Moruroa), enmig de l'oceà Pacífic en una zona del mapa on l'element més abundant és l'aigua. Allí segons Dante es trobaria la muntanya del Purgatori.

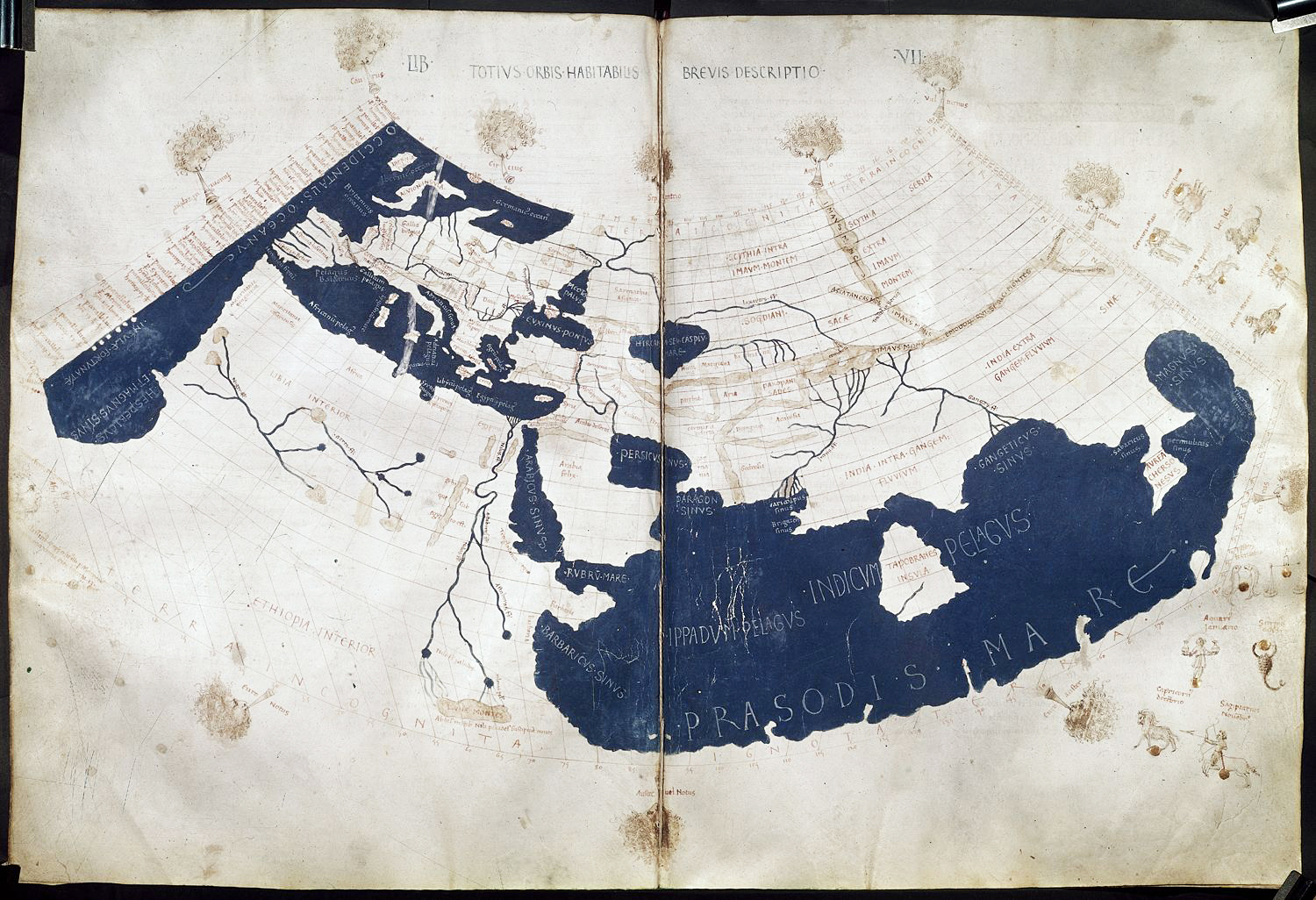
Mapa florentí del món, de mitjans del segle quinze a partir dels coneixements de Ptolemeu.

A tots aquests conceptes geogràfics, el poeta hi afegeix conceptes astrològics, per dir-nos que està sortint el sol a les sis del matí de Diumenge de Pasqua, i el cel vermell ja es torna daurat,
"i així, allà on era jo, les galtes
blanques i roges de la bella Aurora,
per massa edat ja eren de color taronja."
(Purgatori Cant segon vv: 7-9)
Semblant al cant anterior, la descripció molt delicada de l’alba ens suggereix implícitament la importància del temps al Purgatori, ja que es baixa a una atmosfera d’alguna manera terrenal i temporal, a diferència de l’Infern i el Paradís: de fet, el Purgatori es troba al món i està destinat a acabar després del Judici final. Diverses vegades Dante indica el temps amb aquest procediment de la imaginació, mesurant-lo sempre en l'espai, i en forma dramàtica. Aquestes perífrasis, que per a nosaltres són difícils d'entendre, però que amb un mínim ajut de nocions astronòmiques n'hi ha prou per desxifrar-les, són en realitat un element essencial del teixit narratiu propi del poema, on el temps, l'hora del dia, no és mai un fet privat o contingent (i mai s'indica com a tal: era vespre, era al matí, eren les sis o les nou), sinó sempre un fet còsmic, que passa a tot l'univers, i vist en la seva complementarietat (si aquí és vespre, allà és el matí...), és a dir, en el seu valor de relativitat perenne, com el mateix moviment dels astres sota la mirada de Déu.

### L'àngel barquer - vv. 13-51
Els dos poetes a la platja del mont Purgatori, encara miren al seu voltant a la recerca del millor camí per emprendre. De sobte noten l’aproximació d’un punt molt brillant que es mou a gran velocitat, fins que reconeixen un àngel que, amb l’única força de les eternes i immaculades ales, mou la barca:
"cap a ponent damunt de la mar plana,

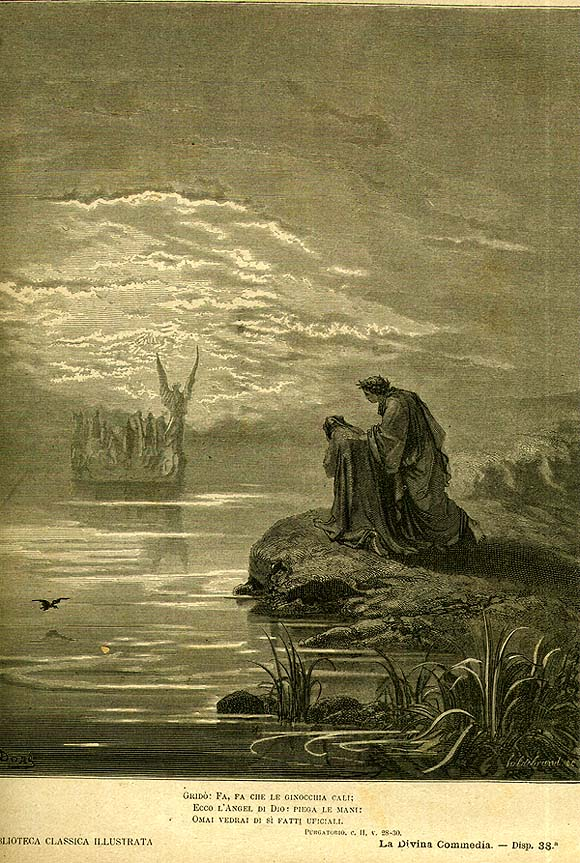
L'àngel barquer, cant segon del Purgatori. Gustave Doré

m'aparegué -i que jo la torne a veure!-
una llum per la mar venint tan ràpida
que no hi ha cap vol tan veloç com ella"
...
(Purgatori Cant segon vv: 15-18)
"Veus com desdenya els ormeigs humans,
i no vol rems ni cap altre velam
que les ales, tan lluny com són les platges.
Mira com van dretes cap al cel,
batent l'aire amb les eternes plomes
que mai no muden com el pèl mortal"
(Purgatori Cant segon vv: 31-36)
La barca en què són transportats des de la boca del Tíber fins a l'illa del Purgatori les ànimes destinades a la redempció, d'aquí l'expressió del poeta: "que jo la torni a veure", ja que si torna a veure la intensa llum de l'àngel barquer, voldrà dir que Dante s'haurà salvat. Virgili, quan veu que es tracta d'un àngel obliga Dante a agenollar-se i adoptar la postura del penitent, ajuntant les mans: "Vinga, doblega ja els genolls! / Mira l'àngel de Déu, junta les mans; / des d'ara ja en veuràs molts com aquest". L'àngel fa el senyal de la creu a les ànimes de la barca i totes "es van llançar a la platja"; i ell se'n va tal com a vingut, ràpidament.

### Les ànimes dels penitents - vv. 52-75
Quan s'apropen amb la barca, els nostres poetes veuen i escolten com els "més de cent esperits", canten tots alhora amb una sola veu "In exitu Israel de Aegypto".
Aquesta escena recorda i contrasta de forma clara amb la de l'embarcament amb violència de les ànimes de l'Infern en la barca de Caront.
Com els dos poetes, també les ànimes que arriben estan desorientades: "Desembarcats, semblaven tots sorpresos, / com en un lloc estrany, mirant l'entorn / com qui es troba entre coses del tot noves". Les ànimes veuen els poetes i els demanen que els indiquin el camí, pensant-se que ells coneixen bé aquell lloc, Virgili els respon que no coneixen el lloc i que també fa poc que acaben d'arribar.
Les ànimes s’adonen que Dante encara és viu i s’amunteguen al seu voltant (com ho fa la gent al voltant d’un home amb una branca d’olivera a la mà, símbol de portador de bones notícies, diu Dante), oblidant completament la seva missió de purificar-se, per començar l'ascensió de la muntanya.

### La trobada amb l'amic Casella - vv. 76-117
Entre aquestes ànimes es troba el músic florentí Casella que el reconeix. S'abracen - o ho intenten: Dante, de fet, quasi traduint un vers del llibre VI de l'Eneida, expressa com per tres cops intenta inútilment abraçar aquella ànima intangible- llavors, apartant-se de la multitud, Casella explica per què havent mort feia tres mesos, no arriba fins ara al Purgatori (de fet, l’àngel, segons la voluntat de Déu, no sempre acull immediatament les ànimes dels morts, però ara que el Jubileu ha començat, les transporta a totes).
Dante, recordant els vells temps, prega al músic que canti una cançó que doni alleujament a la seva ànima angoixada pel viatge a través de l’Infern. Casella canta una cançó del Convivio, "Amor que dins de la ment em raona", amb tanta dolçor que tothom queda extasiat en escoltar-lo.

### El reny de Cató - vv. 118-133
Mentre estan embadalits escoltant Casella, de sobte apareix Cató que interromp l'escena, renya les ànimes i les esperona cap al camí de la redempció, però implícitament també renya Dante:
"...per què us pareu?
Correu amunt, a llevar-vos les crostes
que no deixen que Déu se us manifeste."
(Purgatori Cant segon vv: 121-123)

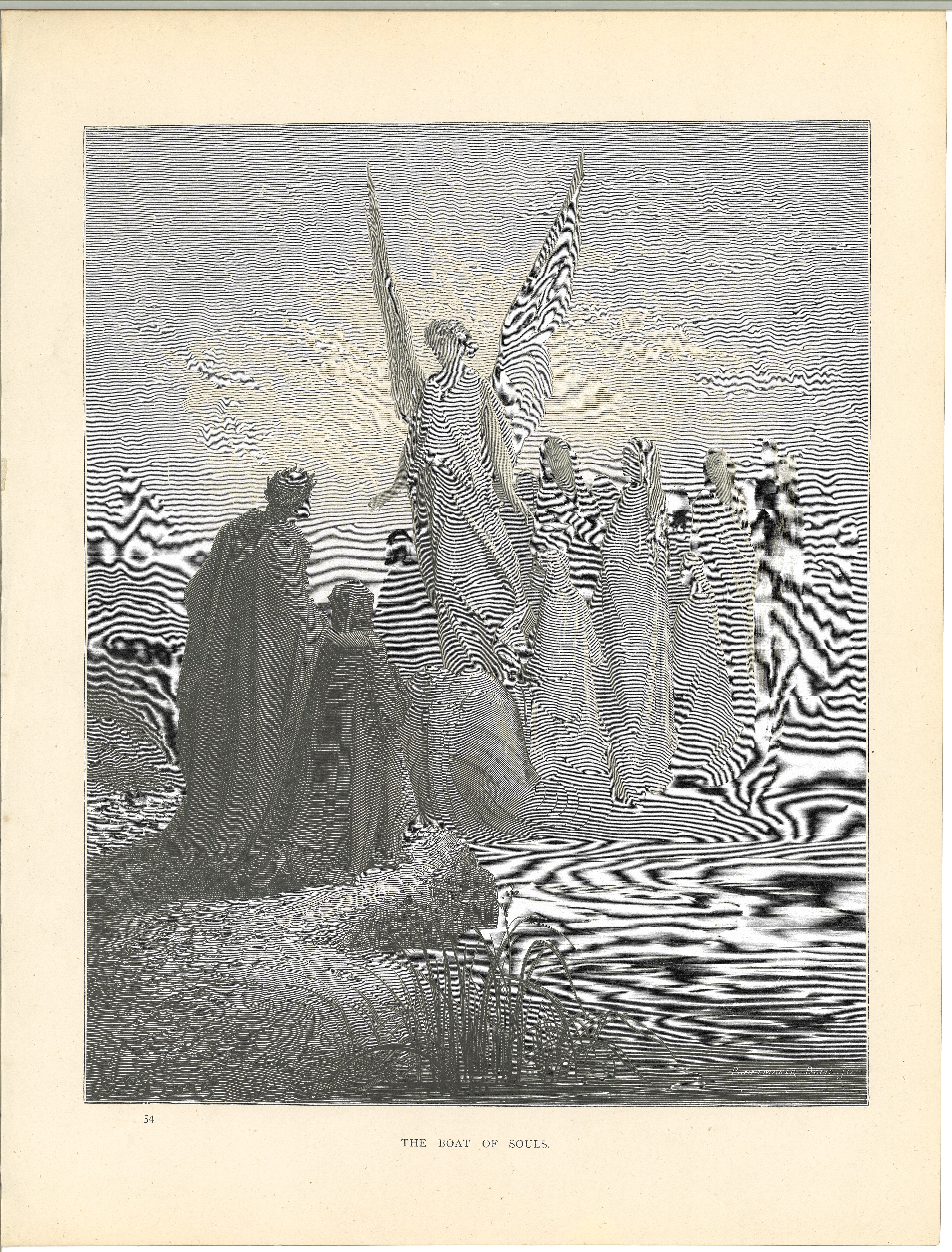
La barca de les ànimes. Gustave Doré

La multitud després de la reprimenda de Cató es dispersa:
així vaig veure els arribats de nou
deixar el cant i fugir cap amunt
com qui corre i no sap cap on es mou
i nosaltres marxarem en un punt
(Purgatori Cant segon vv: 130- 133)

### Final
El pas del temps és fonamental en aquest lloc, ja que en depenen l'expiació i la purificació de les ànimes: aleshores veiem que no només compta el temps real d'expiació, sinó el que es passa esperant a començar l'expiació, tal com succeeix amb les ànimes que esperen a l’Antepurgatori (a la Comèdia de Dante, la platja de l'illa és la primera part de la muntanya del purgatori, on les ànimes dels que van tardar a penedir-se dels seus pecats esperen per començar l'expiació i com al mateix Casella, que només les indulgències del Jubileu els van permetre ser acollides immediatament per l’àngel timoner. Això, entre altres coses, ens proporciona una confirmació addicional de l'any en què té lloc la Divina Comèdia, és a dir, el 1300.
Tot i aquesta espera forçada, el motiu de la velocitat és molt present en el cant, sobretot al principi; l'àngel apareix molt de pressa i torna  a marxar igual de ràpid, després que les ànimes s'hagin "llançat" a la platja. A aquest motiu es contraposa en canvi el de la lentitud, que apareix tan bon punt les ànimes comencen a dubtar prop dels poetes, fins que Cató intervé per renyar-les, introduint un altre tema que sovint es repetirà al Purgatori, és a dir, el de la pressa de les ànimes per expiar.
Si les ànimes s’havien endarrerit, va ser perquè es van veure retingudes per la "dolçor" de la cançó de Casella. El cant que han de practicar els penitents és el dels Salms, com aquell que precisament (justament), cantaven sobre la barca que els transportava: "In exitu Israel de Aegypto", que al·legòricament invoca l'alliberament del pecat i l'esclavitud de la condició terrenal mitjançant el salm sobre l'alliberament dels hebreus d'Egipte (com explica el mateix Dante al Convivio i a l'Epístola a Cangrande).
Una altra expiació simbòlica podria ser el cant solitari de Casella, oposada a l'harmonia amb què les ànimes cantaven el salm "a una veu". Això també ens porta a reflexionar sobre com la primera imatge que se’ns dona d’aquestes ànimes és precisament la d’un cor, de l’harmonia i la solidaritat: al Purgatori, de fet, les ànimes són solidàries entre elles - a diferència de l’Infern, on en canvi s’insulten i barallen - i solidàries amb Dante, aquí tractat com el seu igual molt més que en les altres cantigues, com ho demostra la recurrència de somriures, d’abraçades, de les quals la primera és precisament la de Dante i Casella.

## Recitats a la xarxa
- Sermonti,Vittorio: https://www.youtube.com/watch?v=Pc7915t7VuE
- Paràfrasi i imatges animades: https://www.youtube.com/watch?v=okCXTDO5yvs&t=71s
- Antonio Crast: https://www.youtube.com/watch?v=ToRoquAUHCs
- Vittorio Gasmann: https://www.youtube.com/watch?v=xgu0_Q13uw0